# Pseudochalcia
Pseudochalcia är ett släkte av fjärilar. Pseudochalcia ingår i familjen nattflyn.
Kladogram enligt Catalogue of Life:
| Pseudochalcia | \| \| Pseudochalcia inconspicua \| \| \| \| \| \| Pseudochalcia shugnana \| \| \| \| |
|               | \| \| Pseudochalcia inconspicua \| \| \| \| \| \| Pseudochalcia shugnana \| \| \| \| |
|               | Pseudochalcia inconspicua                                                            |
|               |                                                                                      |
|               | Pseudochalcia shugnana                                                               |
|               |                                                                                      |